# I Want A Big White Cadillac For Christmas
I Want A Big White Cadillac For Christmas (eller bara Big White Cadillac) är en mindre känd amerikansk julsång skriven av Tony Farr och som sjungits in av bland annat Little Joey Farr 1961.